# Sporisorium lacrymae-jobi
Sporisorium lacrymae-jobi är en svampart som först beskrevs av Mundk., och fick sitt nu gällande namn av Vánky 1995. Sporisorium lacrymae-jobi ingår i släktet Sporisorium och familjen Ustilaginaceae.   Inga underarter finns listade i Catalogue of Life.